# جنيفر بيرمان
جنيفر بيرمان (بالإنجليزية:Jennifer Berman) هي خبيرة صحة جنسية أمريكي، وطبيبة مسالك بولية وأخصائية الطب الجنسي للإناث. تشارك جينيفر في استضافة البرنامج التلفزيوني الحائز على جائزة إيمي، الأطباء 2008.
استضافت جينيفر وشقيقتها لورا بيرمان البرنامج التلفزيوني القومي الأمريكي بعنوان بيرمان وبيرمان على قناة صحة ديسكفري في عامي 2002 و 2003، كما ظهرت جينيفر في برنامج صباح الخير يا أمريكا، مع أوبرا وينفري، وبرنامج عرض اليوم، على قناة سي إن إن.

## التعليم والتدريب
التحقت بيرمان بجامعة ميريلاند (كوليج بارك) حيث حصلت على درجة الماجستير في العلوم، ثم ذهبت لتلقي شهادة الطب من كلية الطب بجامعة بوسطن. عادت جينيفر بعد الحصول على شهادة الطب إلى جامعة ماريلاند لتكمل الدراسات العليا في المسالك البولية كطبيبة مقيمة، ثم أكملت الزمالة التدريبية لها في المركز الطبي لجامعة كاليفورنيا للمسالك البولية وجراحات الأنثى التناسلية. شاركت جينيفر في عام 2001 في تأسيس شغل منصب مدير مركز الطب الجنسي للإناث في جامعة كاليفورنيا، كما شغلت أيضًا منصب أستاذ مساعد في جراحة المسالك البولية.

## روابط خارجية
- الموقع الرسمي